# 5 Tauri
5 Tauri, som är stjärnans Flamsteed-beteckning, är en dubbelstjärna i den mellersta delen av stjärnbilden Oxen, som också har Bayer-beteckningen f Tauri. Den har en genomsnittlig kombinerad skenbar magnitud på ca 4,14 och är svagt synlig för blotta ögat där ljusföroreningar ej förekommer. Baserat på parallax enligt Gaia Data Release 2 på ca 6,1 mas, beräknas den befinna sig på ett avstånd på ca 530 ljusår (ca 160 parsek) från solen. Den rör sig bort från solen med en heliocentrisk radialhastighet av ca 14 km/s

## Egenskaper
Primärstjärnan 5 Tauri A är en orange till gul jättestjärna av spektralklass K0- III, Den har en massa som är ca 4  solmassor, en radie som är ca 8,5 solradier och utsänder ca 330 gånger mera energi än solen från dess fotosfär vid en effektiv temperatur på ca 4 600 K.
5 Tauri är en spektroskopisk dubbelstjärna med en omloppsperiod av 960 dygn och en excentricitet av ca 0,4.